# Amanda Show
Amanda Show (The Amanda Show) è una serie televisiva statunitense e Sketch comedy andata in onda sul canale Nickelodeon dal 6 novembre 1999 al 21 settembre 2002. In Italia la serie è stata trasmessa in prima visione su Nickelodeon dal 1º febbraio 2005.
Protagonisti della serie sono Amanda Bynes, Drake Bell e Nancy Sullivan, ma anche altri attori come John Kassir, Raquel Lee e Josh Peck hanno fatto parte del cast principale della serie.
Lo spettacolo è uno spin-off di All That in cui Amanda Bynes era co-protagonista anni prima. Lo show è stato inaspettatamente annullato alla fine del 2002, in accordo col creatore Dan Schneider.
La sit-com ha avuto uno spin-off, la serie televisiva Drake & Josh.

## Episodi
| Stagione         | Episodi | Prima TV originale | Prima TV Italia |
| ---------------- | ------- | ------------------ | --------------- |
| Prima stagione   | 13      | 1999-2000          | 1 febbraio 2005 |
| Seconda stagione | 17      | 2000-2001          |                 |
| Terza stagione   | 10      | 2001-2002          |                 |
| "The Best of..." | 6       | 2003-2004          | inedito         |